# カサリンチュ
カサリンチュは、鹿児島県大島郡笠利町（現・奄美市）出身・在住の2人組音楽ユニット。現在それぞれ別活動を行い、二人での活動は休止中。

## メンバー
タツヒロ（本名：村山 辰浩（むらやま たつひろ）、1981年10月6日 -）
ボーカル・アコースティック・ギター・ジャンベ・カホン担当。血液型O型。
サトウキビの製糖工場で10年間勤務していたが、2013年6月末で退職。休みの日には自分のサトウキビ畑を見に行く。
コウスケ（本名：朝 光介（あさ こうすけ）、1981年4月27日 -）
ボーカル・アコースティック・ギター・ヒューマンビートボックス担当。血液型AB型。
昼は弁当屋、夜は居酒屋「ガジュマルの樹の下で」で働いている。
東京在住時にAFRAを偶然テレビで見たのがきっかけで、ヒューマンビートボックスを始めた。
サーフィンが好き。
お笑い芸人ピース綾部祐二は、専門学生時代のバイトの先輩であり、親交がある。大相撲力士里山浩作は、カサリンチュの中学時代の同級生である。

## 概要
中学・高校の同級生だった二人は、同じバンドを組んでいた。高校卒業後、専門学校進学を機に上京。それぞれ東京での生活を経て島に帰郷。友人の結婚式で二人で歌ったことがきっかけとなり、2005年ユニット結成。ユニット名は「笠利の人」を意味する。インディーズでミニアルバムを2枚リリース後、2010年にミニアルバム「感謝」でメジャーデビュー。メジャーデビュー後も奄美大島に在住し、それぞれ仕事をしながら音楽活動を続けていたが、タツヒロが音楽活動に専念するため、2013年6月末で製糖工場を退職したことが、2013年7月の「わん、脱いじゃいます！」重大発表しちゃいます！ツアーの中で発表された。

## ディスコグラフィー
順位はオリコン・ウィークリーランキング最高順位。

### インディーズ

#### ミニ・アルバム
1. kasarinchu（2007年12月8日、奄美群島限定）
2. Sunny Day Style（2009年7月15日、HMV・iTunes・奄美地区限定）

### 参加作品
| リリース日    | 曲名                                              | タイトル                                                    |
| ------------- | ------------------------------------------------- | ----------------------------------------------------------- |
| 2011年3月9日  | 春なのに／中孝介+カサリンチュ                     | お中元「春の行人」                                          |
| 2011年8月17日 | MAJIC IN THE WORDS feat. カサリンチュ             | キマグレン「LOVE+LIFE+LOCAL」                               |
| 2011年11月2日 | 未来の花束                                        | ぷいぷい軽音部「未来の花束」                                |
| 2012年7月4日  | この街に生まれて                                  | PuiPui HOME TOWNS「この街に生まれて／いつまでも変わらない」 |
| 2012年7月4日  | いつまでも変わらない                              | PuiPui HOME TOWNS「この街に生まれて／いつまでも変わらない」 |
| 2012年7月4日  | やめられない とまれない（STUDIO APARTMENT Remix） | STUDIO APARTMENT「みんなのうた」                            |
| 2014年6月11日 | So Much In Love                                   | DEEN「君がいる夏 -Everlasting Summer-」                     |

### ミュージック・ビデオ
| 監督           | 曲名                                                                                          |
| -------------- | --------------------------------------------------------------------------------------------- |
| 錦糸町昇       | 「ラブライバル」「明日への道しるべ」                                                          |
| 清水康彦       | 「やめられない とまれない」「感謝」                                                           |
| 中井篤志       | 「僕の部屋」                                                                                  |
| ピスタチオ中井 | 「あなたの笑顔」                                                                              |
| 御法川修       | 「New World」「あなたがそばにいるだけで」「あるがままに」「夏が終わる前に」「ハッピーエンド」 |

## タイアップ
| 曲名                    | タイアップ                                                                 |
| ----------------------- | -------------------------------------------------------------------------- |
| あなたの笑顔            | JA共済CMソング                                                             |
| あなたの笑顔            | 毎日放送「DRESS」2011年11月度エンディングテーマ                            |
| やめられない とまれない | 神戸コレクション2011 AUTUMN/WINTER 公式テーマソング                        |
| やめられない とまれない | ブリヂストンサイクル「アルベルト」CMソング                                 |
| High High High          | フジテレビ系アニメ「うさぎドロップ」エンディングテーマ                     |
| 明日への道しるべ        | 南日本放送「MBCニューズナウ」「かごしま24」2012年9月度エンディングテーマ   |
| 明日への道しるべ        | テレビ神奈川「saku saku」2012年11月度エンディングテーマ                    |
| ラブライバル            | 日本テレビ系「ハッピーMusic」POWER PLAY                                    |
| あるがままに            | スールキートス配給映画「すーちゃん まいちゃん さわ子さん」主題歌           |
| あるがままに            | 鹿児島放送「海の道が結ぶ自然遺産～屋久島・奄美大島 奇跡の島々へ～」主題歌  |
| 夏が終わる前に          | ユナイテッド・シネマ「映画はやっぱり“アツが夏い!”」キャンペーンソング      |
| Life is Cannen!         | 鹿児島県人権CMソング                                                       |
| New World               | 読売テレビ・日本テレビ系アニメ「宇宙兄弟」エンディングテーマ               |
| ハッピーエンド          | ユナイテッド・シネマグループ2014年夏イメージソング                         |
| ハッピーエンド          | 鹿児島テレビ放送「笑顔でつながるルート58 みんなのMAEMUKI駅伝」テーマソング |
| 故郷                    | 毎日放送「ちちんぷいぷい」エンディングテーマ 2015年4月 - 7月               |
| タイムカプセル          | 第30回国民文化祭イメージソング                                             |
| たいせつなひと          | 映画「しまじろうと えほんのくに」テーマソング                              |
| 風                      | NHK BSプレミアム「プレミアムドラマ 鴨川食堂」主題歌                        |
| やまおり たにおり       | 毎日放送「ちちんぷいぷい」エンディングテーマ 2015年10月5日 -               |

## 出演

### 映画
- New World～奄美発ユニット「カサリンチュ」その先へ～（2013年）

### Web
- YouTube - 街録ch〜あなたの人生、教えて下さい〜 宇宙兄弟ED カサリンチュ・コウスケ（2022/01/26）

## 主なライブ

### ワンマンライブ・主催イベント
- 2012年 - ライブツアー2012 "カサリズム"
- 2012年 - カサリンチュの"あなたの笑顔にやめとま感謝祭2012!!"
- 2013年 - カサリンチュの"タダでワンマン！収穫祭!～あとにもさきにもこれっきり?～"
- 2013年 - 「わん、脱いじゃいます!」重大発表しちゃいます!ツアー
- 2013年 - あなたの笑顔にやめとま感謝祭2013～千秋楽になっちゃうかも?ツアー
- 2014年 - 春爛漫 さばくりまくりツアー2014
- 2014年09月26日〜10月17日 - カサリンチュ&7!! アコースティック・ツアー2014 ☆島人DAKARA☆
w/wacci/Suzu/金木和也
- 2014年12月23日・28日・30日 - あなたの笑顔にやめとま感謝祭2014
- 2015年03月21日〜04月29日 - ライブツアー2015 「カサリンチュ前線上昇ツアー～春だから新曲つれて今、会いにゆきます。～」
- 2015年11月28日〜12月27日 - あなたの笑顔にやめとま感謝祭2015

### 出演イベント
- 2010年09月12日 - ji ma ma ワンマン公演「LIVE Nostalgia in OSAKA 〜南風のそよぐ日に」 (オープニングアクト)
- 2010年12月15日 - 奄美大島豪雨災害 復興支援チャリティライブ 「ディ!ディ!」
- 2011年06月24日 - 音霊 OTODAMA SEA STUDIO 2011 「7年目の本気～ふたりでやりますキマグレン～」
- 2011年09月04日 - SOUND MARINA '11 ～One voice, One power.～
- 2012年04月26日 - ウォッチングザスカイ present MUSIC FOR LIFE IN DUO
- 2012年05月04日 - 第2回ちちんぷいぷい音楽祭～未来の花束～
- 2012年06月03日 - tvk開局40周年記念 「saku saku」 presents 初夏のプレミアムライブ2012
- 2012年08月11日 - 情熱大陸 SPECIAL LIVE SUMMER TIME BONANZA'12
- 2012年09月22日 - 鶴 TOUR 2012 「我がまま ～我は行く、さらばアフロよ～」
- 2012年10月21日 - TKF大祭り たむらけんじ芸歴20周年LIVE
- 2013年06月13日 - Ariola "New Energy" Live 2013
- 2013年08月03日・10日 - 情熱大陸 SPECIAL LIVE SUMMER TIME BONANZA'13
- 2013年09月27日 - 中孝介 全国コンサートツアー2013『もっと日本。』
- 2013年10月06日 - BSP「Loop Around」
- 2013年10月19日 - Setting Sun Sound Festival in Amami Vol.4
- 2013年10月27日 - 音生サーキット 2013 HALLOWEEN SPECIAL
- 2013年10月31日 - 住岡梨奈 presents「NAMALA DABESA」vol.1
- 2013年11月04日 - めざましライブ for Tatton
- 2013年11月16日 - 夜ネヤ、島ンチュ、リスペクチュッ!! in 鹿児島
- 2013年12月03日 - 「saku saku」 presents 冬のプレミアミアムライブ2013 ～ふたりのスパイス～
- 2014年02月01日 - 南からの風にのせてin soo
- 2014年02月08日 - WINTER SUMMIT vol.1
- 2014年03月17日 - Music Climbers Vol.6 in Nagasaki
- 2014年03月19日 - LIVE GOW!!vol.3
- 2014年06月07日 - SAKAE SP-RING 2014
- 2014年08月02日・09日 - 情熱大陸 SPECIAL LIVE SUMMER TIME BONANZA'14
- 2014年08月23日 - 篠島フェス 2014
- 2014年11月13日 - 俺だ!俺だ! いや、俺だ!!
- 2015年05月10日 - 栄ミナミ音楽祭'15
- 2015年08月01日・22日 - 情熱大陸 SPECIAL LIVE SUMMER TIME BONANZA'15
- 2015年10月18日 - ボンチ サウンド フェノメノン 2015

### インタビュー
- mFound(2010年)
- EMTG(2010年)
- 楽天ブックス(2010年)